# Tarachidia discoidales
Tarachidia discoidales là một loài bướm đêm trong họ Noctuidae.